# Nederlands kampioenschap driebanden klein
Op deze pagina staan alle klassen in de biljartsport vermeld die vallen onder de noemer Driebanden kleine tafel.
In de biljartspelsoort driebanden op de kleine tafel wordt in diverse klassen gestreden om het Nederlands kampioenschap. Onderstaand een opsomming.

## Klassen driebanden kleine tafel

### Driebanden klein Extra klasse
Het eerste kampioenschap in deze klasse werd gespeeld in het seizoen 1994-1995

### Driebanden klein Hoofdklasse
Het eerste kampioenschap in deze klasse werd gespeeld in het seizoen 1980-1981

### Driebanden klein 1eklasse
Het eerste kampioenschap in deze klasse werd gespeeld in het seizoen 1968-1969

### Driebanden klein 2eklasse
Het eerste kampioenschap in deze klasse werd gespeeld in het seizoen 1971-1972

### Driebanden klein 3eklasse
Het eerste kampioenschap in deze klasse werd gespeeld in het seizoen 1978-1979

### Driebanden klein Dames
Het eerste kampioenschap in deze klasse werd gespeeld in het seizoen 2016-2017